# 중산모자

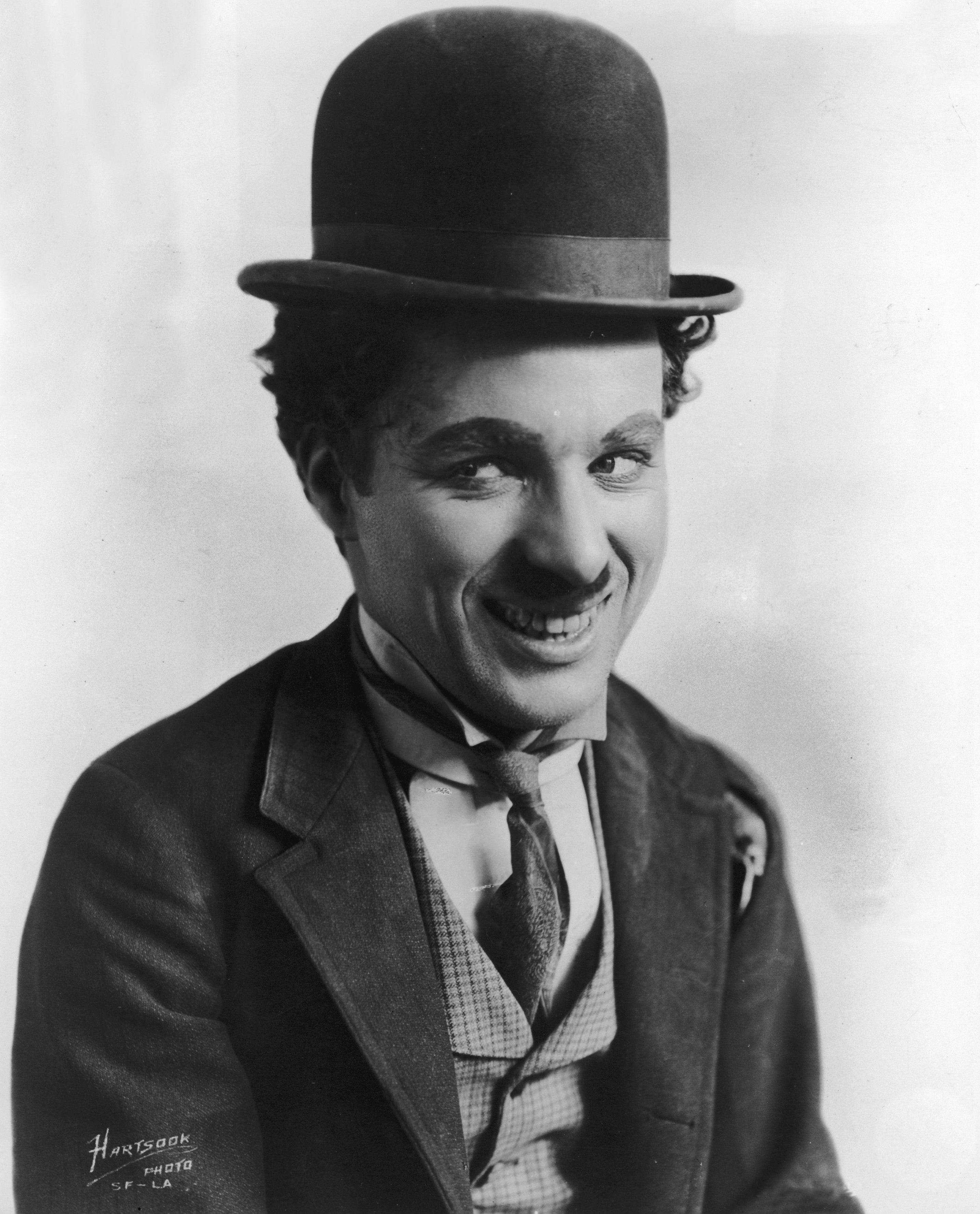
중산모를 쓴 찰리 채플린.

중산모(中山帽, bowler hat)는 둥근 테가 달린 펠트 모자이다. 1849년 런던에서 처음 제작된 이래 19세기 후반부터 영미권의 노동자층 사에에서 인기가 있었고 20세기 초에는 런던의 도시 신사들의 전형적인 복장이었다. 이러한 유행은 1970년대까지 지속되었다. 또한 스페인어로 봄빈(bombín)이라는 이름으로 남미의 볼리비아나 필리핀에서도 많이 사용되었다.